# مایکل هیکسون
مایکل هیکسون (انگلیسی: Michael Hixon؛ زادهٔ ۱۶ ژوئیهٔ ۱۹۹۴) ورزشکار شیرجه اهل ایالات متحده آمریکا است.
وی در مسابقات کشوری و بین‌المللی در مجموع برندهٔ ۱ مدال نقره، ۳ مدال برنز شده‌است.